# Куцевич Павло В'ячеславович
Павло В'ячеславович Куцевич (біл. Павел Вячаслававіч Куцэвіч; 21 червня 1983, м. Гродно, СРСР) — білоруський хокеїст, центральний нападник. Виступає за «Німан» (Гродно) у Білоруській Екстралізі. 
Виступав за СДЮШОР-«Юність», «Хімволокно» (Могильов), «Металург» (Жлобин), ХК «Ліда», ХК «Гомель».
У складі молодіжної збірної Білорусі учасник чемпіонату світу 2003. У складі юніорської збірної Білорусі учасник чемпіонату світу 2001.